# Newtons olikheter
Newtons olikheter är inom matematiken uppkallade efter Isaac Newton. Anta att a1, a2, …, an är reella tal och låt {\displaystyle \sigma _{k}} beteckna den k:te elementära symmetriska funktionen i a1, a2, …, an. Då ges det elementära symmetriska medelvärdet av:
{\displaystyle S_{k}={\frac {\sigma _{k}}{\binom {n}{k}}}}
satisfierar olikheten
{\displaystyle S_{k-1}S_{k+1}\leq S_{k}^{2}}
med likhet om och endast om alla tal ai är lika. Notera att S1 är det aritmetiska medelvärdet samt att Sn är den n:te potensen av det geometriska medelvärdet.